# Остапенко Олексій Іванович
Олексі́й Іва́нович Оста́пенко (9 вересня 1948, Печище, Сумська область) — доктор юридичних наук (1997), професор. Автор близько 150 наукових праць.

## Біографічні відомості
1997 року захистив докторську дисертацію «Адміністративна деліктологія».

## Науково-організаційна діяльність
Працює у Львівському державному університеті внутрішніх справ. Професор кафедри адміністративного права та адміністративного процесу.

## Науково-педагогічна діяльність
Під керівництвом Остапенка підготовлено 15 кандидатів наук.